# 이탈리아-튀르크 전쟁
이탈리아-튀르크 전쟁 또는 튀르크-이탈리아 전쟁(Trablusgarp Savaşı, "트리폴리타니아 전쟁")이나 리비아 전쟁은 이탈리아 왕국과 오스만 제국이 벌인 전쟁으로 1911년 9월 29일부터 1912년 10월 18일까지 벌어진 전쟁이다. 이 분쟁으로 인해 이탈리아는 오스만령 트리폴리타니아를 점령하였다. 이 지역은 이후 이탈리아령 트리폴리타니아, 이탈리아령 키레나이카가 되었고 이탈리아령 리비아로 통합되었다. 이 전쟁 동안 이탈리아 왕국은 에게해의 도데카네스 제도도 점령했다. 이탈리아 정부는 오스만 제국과 우치 조약을 체결하면서 도데카네스 제도를 1912년 돌려주기로 했으나 조약의 애매모호함으로 인해 이탈리아 임시 행정부가 도데카네스 제도에 들어섰고, 오스만 제국은 로잔 조약 제15조에서 도데카네스 제도에 대한 권리를 포기했다. 이 전쟁은 이후 발칸 국가들의 민족주의를 자극해 제1차 발칸 전쟁의 원인이 되었다.